# Creußen
Creußen è un comune tedesco di 4 720 abitanti, situato nel land della Baviera.